# Маягуеська діоцезія
Маягуе́ська діоце́зія (лат. Dioecesis Maiaguezensis; ісп. Diócesis de Mayagüez) — діоцезія римського обряду Католицької церкви в Пуерто-Рико, з центром у місті Аресібо. Охоплює терени острова Пуерто-Рико. Входить до складу Пуерториканської церковної провінції. Суфраганна діоцезія Сан-Хуанської архідіоцезії. Заснована 1 березня 1976 року. Голова — єпископ Маягуеський. Центральний храм — Маягуеський собор.  Площа — 1635 км². Населення — 491,518 ос.; з них католики — 376,000 ос. (76.5%). Чинний голова — Альваро Коррада дель Ріо, єпископ Маягуеський.

## Назва
- Маягуе́ська діоце́зія (лат. Dioecesis Maiaguezensis; ісп. Diócesis de Mayagüez)
- Маягуе́ське єпи́скопство — за титулом ієрарха і назвою катедри.

## Історія
1 березня 1976 року була створена Маягуеська діоцезія шляхом виокремлення зі складу Аресібської і Понсійської діоцезій.

## Єпископи
- Альваро Коррада дель Ріо

## Статистика
Згідно з «Annuario Pontificio» і Catholic-Hierarchy.org:
| Рік  | Населення | Населення | Населення | Священики | Священики | Священики | Священики           | Диякони | Ченці    | Ченці | Парафії |
| Рік  | католики  | загалом   | %         | загалом   | секулярні | ченці     | вірних на священика | Диякони | чоловіки | жінки | Парафії |
| ---- | --------- | --------- | --------- | --------- | --------- | --------- | ------------------- | ------- | -------- | ----- | ------- |
| 1976 | 352.356   | ?         | ?         | 56        | 21        | 35        | 6.292               |         | 4        | 105   | 25      |
| 1980 | 374.000   | 469.000   | 79,7      | 66        | 21        | 45        | 5.666               |         | 54       | 115   | 25      |
| 1990 | 426.000   | 519.000   | 82,1      | 74        | 40        | 34        | 5.756               | 2       | 39       | 149   | 29      |
| 1999 | 360.000   | 491.518   | 73,2      | 77        | 47        | 30        | 4.675               | 3       | 32       | 143   | 58      |
| 2000 | 360.000   | 491.518   | 73,2      | 71        | 41        | 30        | 5.070               | 3       | 32       | 135   | 58      |
| 2001 | 360.000   | 491.518   | 73,2      | 70        | 40        | 30        | 5.142               | 3       | 32       | 134   | 58      |
| 2002 | 360.000   | 491.518   | 73,2      | 68        | 38        | 30        | 5.294               | 4       | 32       | 133   | 58      |
| 2003 | 376.000   | 491.518   | 76,5      | 67        | 37        | 30        | 5.611               | 4       | 32       | 133   | 29      |
| 2004 | 376.000   | 491.518   | 76,5      | 70        | 40        | 30        | 5.371               | 4       | 32       | 114   | 29      |
| 2013 | 421.700   | 524.000   | 80,5      | 73        | 50        | 23        | 5.776               | 22      | 26       | 116   | 30      |
| 2016 | 417.000   | 518.000   | 80,5      | 78        | 49        | 29        | 5.346               | 24      | 32       | 95    | 31      |